# Jorma Valkama
Jorma Valkama   (Víborg, 4 d'octubre de 1928 - Hollola, 11 de desembre de 1962) va ser un atleta finlandès, especialista en el salt de llargada, que va competir durant la dècada de 1950.
El 1956 va prendre part en els Jocs Olímpics d'Estiu de Melbourne, on guanyà la medalla de bronze en la prova del salt de llargada del programa d'atletisme.
Va morir en un accident de cotxe el 1962, quan sols tenia 34 anys.

## Millors marques
- Salt de llargada. 7,77 m (1956)[5]